# 垂直帰線区間

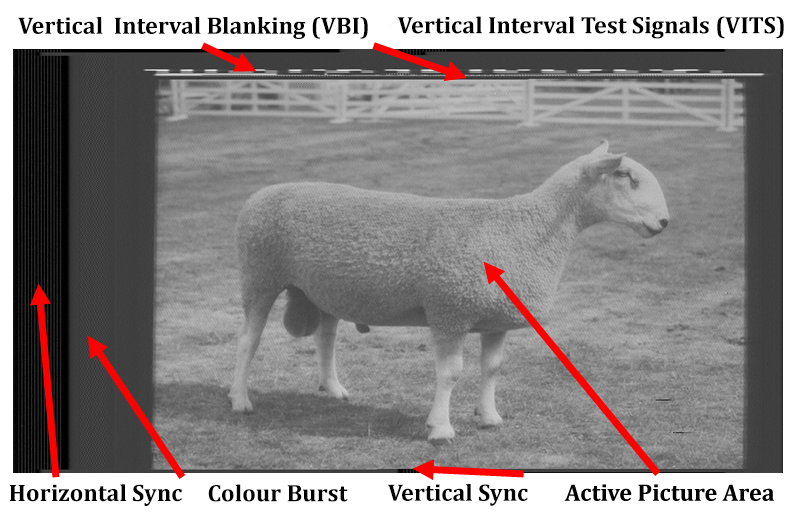

垂直帰線区間（すいちょくきせんくかん）は、NTSCなどアナログテレビの映像信号の先頭に挿入される無画部である。上部から下部まで画面を描画した電子ビームが、次の画面を描画するため再び上部に戻るために必要な区間として設定されている。
NTSCの場合、走査線の1番目 (1H, 263H) から21番目 (21H, 284H) までが垂直帰線区間となっている。この部分に入った信号は特に描画されることはないため、制御用の信号やテスト信号、文字情報やそのほかデジタルデータを挿入している。
- 1番目～9番目には垂直同期信号が入っている。
  - 1番目～3番目には前置等価パルスが入っている。
  - 4番目～6番目には垂直同期パルスが入っている。
  - 7番目～9番目には後置等価パルスが入っている。

- 10番目～21番目にはテスト信号やそのほかの信号が入っている。
  - 10番目～13番目は日本の放送波ではデータ多重放送の領域とされている。この部分にITビジョンや ADAMS、Bitcast などのデータが多重された。
  - 14番目～16番目、21番目は日本の放送では文字多重放送の領域とされている。特に21番目には字幕情報が含まれることになる。
  - 18番目にはクリアビジョン放送ではGCR信号が含まれている。対応機種の場合、この信号を用いてゴーストをある程度押さえることができる。
  - そのほか、ビデオソフト、DVDソフトによっては、この場所に規格外のデータを挿入することでコピーガードをかけているものもある。
  - 20番目にはコピー制御信号のCGMS-Aが入っている。これはNTSC規格内の信号である。